# Henrique Montes
Henrique Montes foi uma explorador do início da era colonial do Brasil, tendo sobrevivido à Armada de Solis, tal como Melchior Ramirez.
Teve como funções prático e encarregado da nau de mantimentos. Por muitos anos, viveu em São Vicente onde desenvolveu suas atividades até o Rio da Prata junto a Gonçalo da Costa e do Bacharel de São Vicente, mas não prosperou junto a estes e tornou-se desamparado, denotando um possível desentendimento no desejo de posse da Ilha Pequena para prender escravos da tribo Jurubatuba, onde se instalou por dois anos sob permissão de Martim Afonso de Sousa.
Tendo interferindo com o rompimento de poder do Bacharel Cosme Fernandes, ocorreu-lhe o fim de sua existência diante das forças de Rui Mosquera.